# Paris Kills
Paris Kills è il sesto album del gruppo gothic rock finlandese The 69 Eyes.

## Tracce
1. Crashing High – 3:54
2. Dance d'Amour – 3:56
3. Betty Blue (feat. Ville Valo) – 3:37
4. Grey – 4:16
5. Radical – 3:52
6. Don't Turn Your Back on Fear – 3:45
7. Stigmata (feat. Ville Valo) – 4:23
8. Forever More – 4:10
9. Still Waters Run Deep (feat. Ville Valo) – 4:10
10. Dawn's Highway – 6:08

### Bonus Tracks
1. You're Lost Little Girl – 4:42
2. Crashing High (Remix) – 3:55
3. Stigmata (Gothic Mix) – 6:14

## Formazione
- Jyrki 69 – voce
- Bazie – chitarra
- Timo-Timo – chitarra
- Archzie – basso
- Jussi 69 – batteria